# Церковь Святой Параскевы (Ероскипу)
Церковь Святой Параскевы (греч. Εκκλησία της Αγίας Παρασκευής) — православный византийский храм Пафской митрополии Кипрской православной церкви, расположенный в селении Ероскипу недалеко от города Пафос, Республика Кипр.

## История
Церковь была заложена около 833—844 годов на месте более ранней постройки, от которой во дворе церкви сохранились капители и обломки колонн, и первоначально получила название в честь Честного Креста Господня. Исследователи считают, что до постройки церкви на её месте находился античный храм либо раннехристианская базилика. Основная часть церкви была воздвигнута в XI веке. В тот период церковь была посвящена Святым Варнаве и Илариону.
В середине XIX века церковь была освящена во имя Святой Параскевы. В 1886 и 1893 годах к церкви были пристроены колокольня и притвор. Для того чтобы расширить церковь в XIX веке была снесена западная стена.
В тот же период, в середине XIX века, произошло «обретение» иконы Богоматери Герокипиотиссы, датируемой концом XV века. Согласно распространённой легенде, один из жителей Героскипу, живший на возвышенности, несколько ночей подряд наблюдал необычный свет на окраине деревни. Однажды ночью во главе созванных односельчан он отправился к этому свету и в густых зарослях обнаружил икону с ликом Богородицы, перед которой стояла горящая лампада. Найденная икона была помещена в церковь Агиа Параскеви.
Недалеко от юго-западной стены церкви существует подземная пещера, через которую протекает ручей. Считалось, что вода этого святого подземного ручья излечивает глазные заболевания и поэтому её называли агиасмой Святой Параскевы. В 50-х годах XX века ручей был загрязнен промышленными сбросами и вход в пещеру запечатали.
В 2004 году церковь Агиа Параскеви была внесена в предварительный список объектов Всемирного наследия ЮНЕСКО на Кипре.

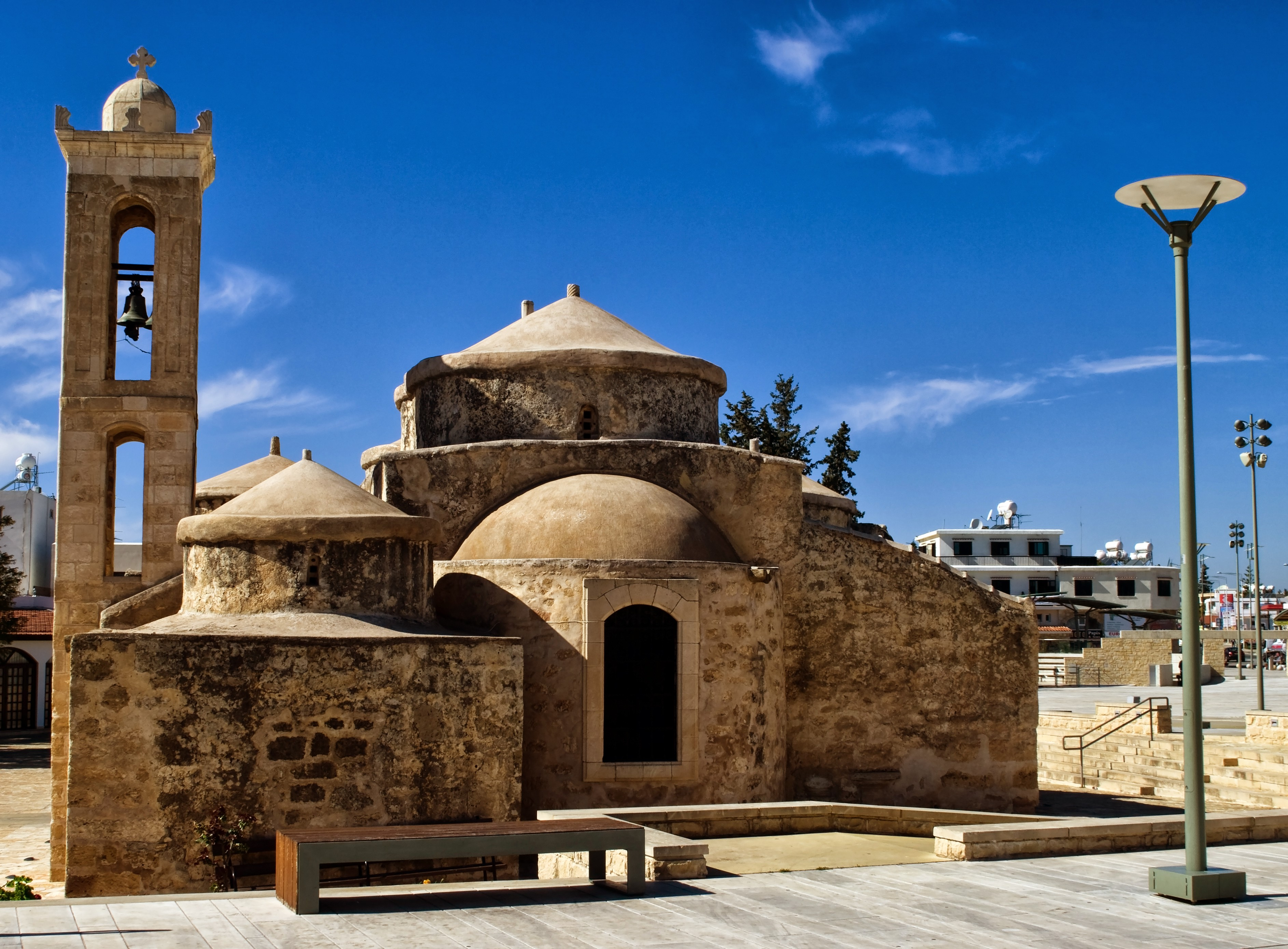
Вход в церковь

## Описание
Церковь Агиа Параскеви представляет собой пятикупольную трёхнефную базилику с крестообразно расположенными куполами: 3 больших купола устроены вдоль центрального нефа, а 2 малых — с двух сторон от центрального купола над двумя боковыми нефами. Это довольно редкий архитектурный тип: на Кипре известна ещё только одна подобная базилика — это церковь Святых Варнавы и Илариона в Перистероне (нач. XII века). Квадратная купольная пристройка к юго-восточному углу церкви внутри напоминает раннехристианский баптистерий.
Иконостас церкви Агиа Параскеви датируется XVI веком. Среди прочих, в иконостасе северного нефа находится чудотворная двусторонняя икона Богоматери Герокипиотиссы, датируемая концом XV века. На лицевой стороне иконы изображена Богородица типа «Одигитрия», а на оборотной стороне — «Распятие Христа».

## Фрески

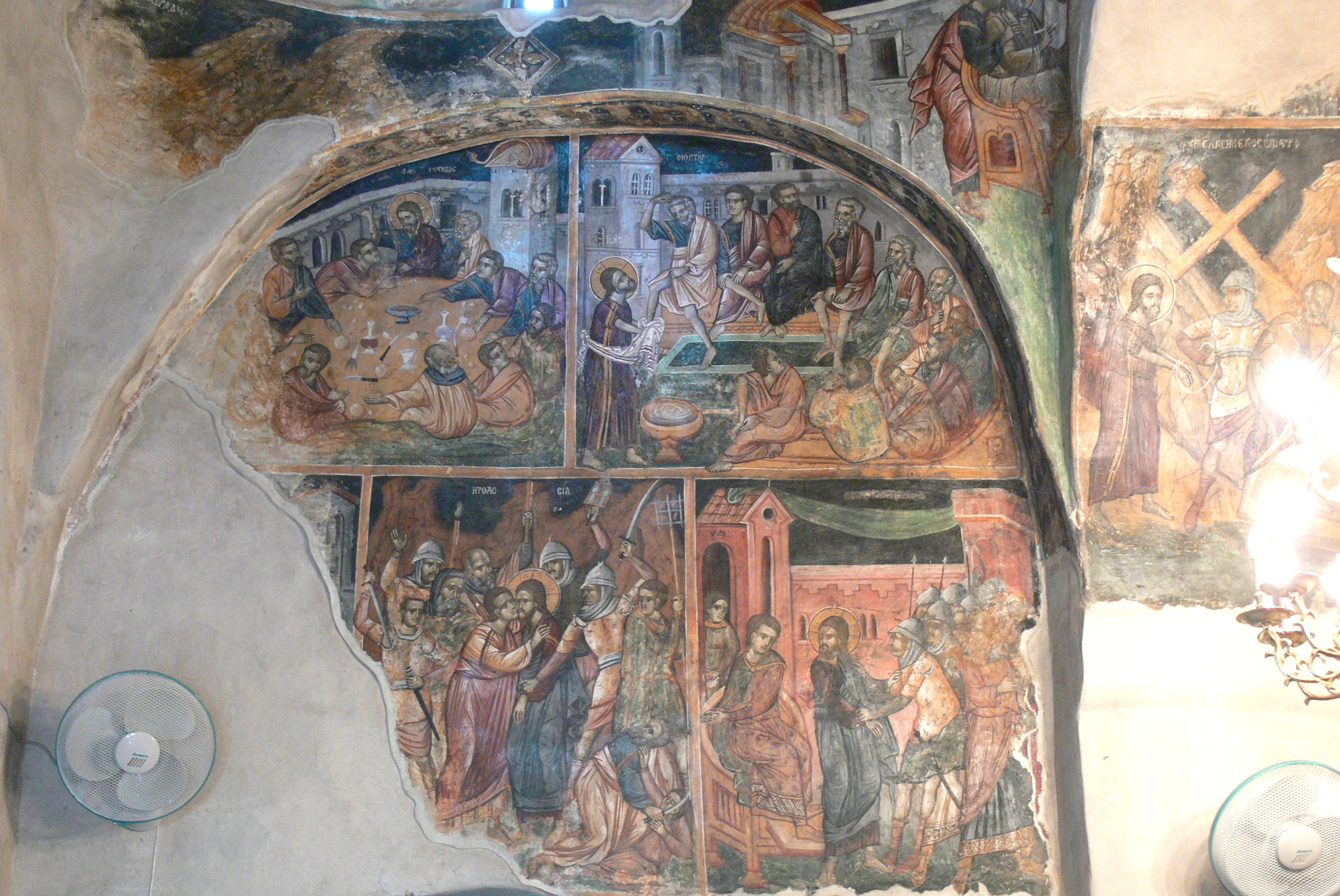
Фрески церкви Агиа Параскеви: «Тайная вечеря», «Омовение ног», «Поцелуй Иуды», «Суд Пилата»

Интерьер церкви украшен фресками разных периодов создания (VIII—IX, X, XII—XV века), дошедшими до нас в разной степени сохранности. Своды центрального купола несут на себе изображение Богородицы типа оранта, а своды западного — сильно повреждённый образ Христа Пантократора конца XV века. Барабан центрального купола церкви украшен изображениями пророков со свитками, на которых начертаны пророчества о Богородице, а на парусах изображены евангелисты. На парусах западного купола изображены пророк Моисей, сцена жертвоприношения Исаака и апостол Павел, диктующий послание евангелисту Луке. На юго-западном парусе изображение не сохранилось..
Стены центрального нефа в люнетах содержат фрески со сценами из двунадесятых праздников и страстей Христовых. На северной стене под центральным куполом находится большая композиция «Распятие». Некоторые сюжеты фресок содержат особенности изображения оружия, доспехов и одежды, позволяющие отнести их написание к периоду Кипрского королевства.
Арочный проём южного нефа содержит фрески с ликами святителей Спиридона и Елевферия. На южной стене находится фреска со сценой Рождества Богородицы, под которой изображён Георгий Победоносец, далее находится фреска со сценой Распятия Иисуса Христа, под которой слева находится пророк Моисей со свитком. В южном люнете находятся фрески со сценами Воскрешения Лазаря, Входа Господня в Иерусалим, Рождества Пресвятой Богородицы и Введение Богородицы во храм. Слева от южного люнета изображён пророк Иезекииль.
При проведении реставрационных работ Департаментом древностей в 1974—1977 годах в южной подпружной арке были обнаружены фрагменты фресок X века: два изображения неизвестных святых до пояса и два изображения святителей в полный рост. Под композицией «Распятие» XV века была обнаружена фреска «Успение Богородицы», датируемое XII веком.
Самыми старыми считаются изображения небольшого креста коричневого цвета на южной стене северного нефа и креста с растительным и геометрическим орнаментами в восточном куполе над алтарем. Эти изображения датируются временем основания церкви, поскольку являются типичными примерами иконографии периода иконоборчества.